# Terrerola dorsigrisa
La terrerola dorsigrisa (Eremopterix verticalis) és una espècie d'ocell de la família dels alàudids (Alaudidae).

## Hàbitat i distribució
Habita zones àrides de l'oest i sud d'Angola, Namíbia, sud-oest de Zàmbia, Zimbabwe, Botswana i sud de Sud-àfrica.